# Omar Sarem
Omar Ihab Sarem (ar. عمر صارم;ur. 10 marca 2001) – syryjski, a od 2025 roku rumuński zapaśnik walczący w stylu wolnym.
Zajął dziewiąte miejsce na igrzyskach azjatyckich w 2022. Złoty medalista igrzysk panarabskich w 2023. Ósmy na mistrzostwach Azji w 2024. Dwunasty na mistrzostwach Europy w 2025. Siódmy na igrzyskach śródziemnomorskich w 2022. Mistrz arabski w 2023. Pierwszy na mistrzostwach arabskich kadetów w 2018 roku. 